# Česko na mistrovství světa juniorů ve sportovním lezení

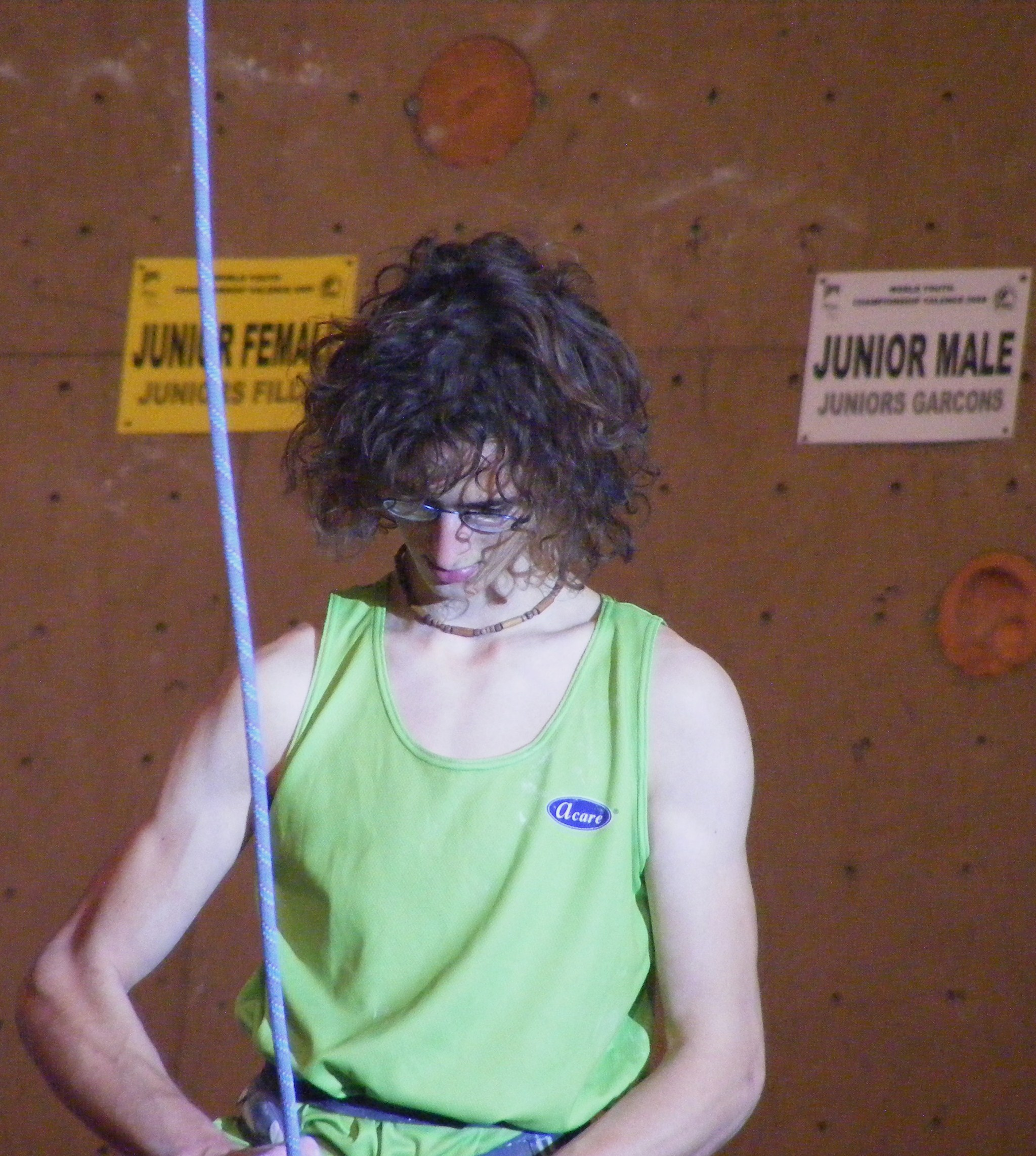
Adam Ondra zvítězil potřetí za sebou v roce 2009 ve Valencii v lezení na obtížnost

Česko na Mistrovství světa juniorů ve sportovním lezení získalo v letech 1992-2018 patnáct medailí.

## Přehled medailí
| Disciplína | Zlato | Stříbro | Bronz | Celkem |
| ---------- | ----- | ------- | ----- | ------ |
| Obtížnost  | 5     | 2       | 5     | 12     |
| Rychlost   | 1     | 1       | 1     | 3      |
| Bouldering | 0     | 0       | 0     | 0      |
| Celkem     | 6     | 3       | 6     | 15     |
| Kat. B     | 3     | 2       | 4     | 9      |
| Kat. A     | 1     | 0       | 1     | 2      |
| Junioři    | 2     | 1       | 1     | 4      |

## Historie
Čeští reprezentanti ve sportovním lezení se od začátku účastní všech ročníků juniorského mistrovství světa ve sportovním lezení a získali zde také několik medailí i titulů mistra světa. Již v roce 1992 se Radek Ullmann umístil na desátém místě mezi juniory v lezení na obtížnost. Nadějné byly také výsledky dalších závodníků, z nichž nejlépe skončili Daniel Kadlec v kategorii A na pátém místě v lezení na obtížnost v roce 1995 a Šárka Obadalová na čtvrtém místě v lezení na obtížnost v kategorii B v roce 1997.
První medaile získali čeští lezci až v roce 2001 a to hned tři za lezení na obtížnost. Tomáš Mrázek zlatou v juniorské kategorii, Petr Solanský bronzovou v kategorii A a Jan Zbranek bronzovou v kategorii B.
V roce 2001 se stal prvním českým juniorským mistrem světa ve sportovním lezení (lezení na obtížnost) Tomáš Mrázek, který následně na to vyhrál a obhájil titul také na mistrovství světa ve sportovním lezení.
V roce 2003 získala zlatou medaili a v roce 2004 bronzovou Silvie Rajfová v kategorii B v lezení na obtížnost. Poté se jí mimo další několikanásobná vítězství na domácí scéně v obtížnosti a v boulderingu v roce 2007 podařilo získat jako druhé české ženě (stříbrnou) medaili v závodu světového poháru v boulderingu v roce 2007.
V letech 2007, 2008 a 2009 vyhrál v kategoriích B a A v lezení na obtížnost jeden z dlouholetých nejlepších lezců i závodních lezců světa, Adam Ondra - od roku 2009 se zároveň již účastnil závodů pro dospělé - Mistrovství světa v lezení na obtížnost i v boulderingu, kde se pravidelně objevoval na stupních vítězů až do roku 2014, kdy se stal prvním mistrem světa v obou těchto disciplínách současně.
V roce 2014 se stal Jan Kříž juniorským mistrem světa v lezení na rychlost v kategorii juniorů, v předchozích letech se od roku 2011 umisťoval v této disciplíně v semifinále a finále, je také několikanásobným mistrem a juniorským mistrem ČR v lezení na rychlost.
V roce 2017 se stal Jakub Konečný juniorským vicemistrem světa v lezení na obtížnost v kategorii juniorů, je také dvojnásobným juniorským mistrem Evropy a několikanásobným mistrem ČR v lezení na obtížnost.
Mezi další úspěchy českých lezců patří účast ve finálových a semifinálových kolech, objevují se i další jména pozdějších úspěšných reprezentantů na světových závodech dospělých nebo osobností českého lezení ve všech jeho odvětvích, jako např. Libor Hroza, Martin Stráník, Štěpán Stráník, Jan Zbranek, Jan Chvála, Lucie Hrozová, Edita Vopatová, Monika Kuhn-Gaberová, Kristýna Ondrová, Karolína Nevělíková, Eliška Karešová, Eva Křížová.

## Kategorie
- Junioři a Juniorky (18 - 19 let)
- chlapci a dívky kategorie A (16 - 17 let)
- chlapci a dívky kategorie B (14 - 15 let)

## Čeští mistři a medailisté
| Šampionát | Disciplína | Kategorie | Lezec/lezkyně     | Zlato         | Stříbro          | Bronz            |
| --------- | ---------- | --------- | ----------------- | ------------- | ---------------- | ---------------- |
| MSJ 2001  | Obtížnost  | Junioři   | Tomáš Mrázek      | Zlatá medaile |                  |                  |
| MSJ 2001  | Obtížnost  | Kat. A    | Petr Solanský     |               |                  | Bronzová medaile |
| MSJ 2001  | Obtížnost  | Kat. B    | Jan Zbranek       |               |                  | Bronzová medaile |
| MSJ 2002  | Obtížnost  | Kat. B    | Štěpán Stráník    |               | Stříbrná medaile |                  |
| MSJ 2002  | Rychlost   | Kat. B    | Eliška Karešová   |               |                  | Bronzová medaile |
| MSJ 2003  | Obtížnost  | Kat. B    | Silvie Rajfová    | Zlatá medaile |                  |                  |
| MSJ 2004  | Obtížnost  | Kat. B    | Silvie Rajfová    |               |                  | Bronzová medaile |
| MSJ 2007  | Obtížnost  | Kat. B    | Adam Ondra        | Zlatá medaile |                  |                  |
| MSJ 2008  | Obtížnost  | Junioři   | Martin Stráník    |               |                  | Bronzová medaile |
| MSJ 2008  | Obtížnost  | Kat. B    | Adam Ondra        | Zlatá medaile |                  |                  |
| MSJ 2009  | Obtížnost  | Kat. A    | Adam Ondra        | Zlatá medaile |                  |                  |
| MSJ 2009  | Rychlost   | Kat. B    | Anna Wágnerová    |               | Stříbrná medaile |                  |
| MSJ 2010  | Obtížnost  | Kat. B    | Andrea Pavlincová |               |                  | Bronzová medaile |
| MSJ 2014  | Rychlost   | Junioři   | Jan Kříž          | Zlatá medaile |                  |                  |
| MSJ 2018  | Obtížnost  | Junioři   | Jakub Konečný     |               | Stříbrná medaile |                  |

* medaile i vítězové 1992-2016 (zatím neověřeno 1995 a 1996)